# Kjell N. Lindgren
Pour les articles homonymes, voir Lindgren.
Kjell N. Lindgren est un astronaute de la NASA né le 23 janvier 1973.

## Enfance et études

### Enfance
Lindgren est né à Taipei, Taïwan en 1973 d'une mère taïwanaise et d'un père américain dans l'US Air Force ; son nom chinois est Lin Qi'er (chinois : 林其兒). Sa famille a ensuite déménagé dans le Midwest des États-Unis, mais il a passé la plus grande partie de son enfance en Angleterre. Il fréquente la Lakenheath American High School pendant un an avant de retourner aux États-Unis et d'être diplômé de la James W. Robinson Secondary School à Fairfax, en Virginie, en 1991.

### Études
Après son entrée à l'Académie de l'armée de l'air des États-Unis, il a rejoint les parachutistes de l'armée de l'air. En 1995, il a obtenu une licence en biologie avec une mineure en chinois mandarin à l'Académie de l'armée de l'air. En 1996, il a obtenu un Master of Science en physiologie cardiovasculaire de l'université d'état du Colorado, en partie pour son travail de recherche sur les contre-mesures cardiovasculaires au Space Physiology Lab de la NASA. Il a ensuite obtenu un doctorat en médecine de l'université du Colorado en 2002, puis a effectué un internat de trois ans en médecine d'urgence au Centre médical du compté de Hennepin proche de Minneapolis. En 2006, il a obtenu une bourse post-doctorale et une maitrise en informatique de la santé à l'université du Minnesota. Il a également obtenu une maîtrise en santé publique à l'University of Texas Medical Branch (en)en 2007 et une résidence en médecine aérospatiale en 2008,.
Ayant notamment vécu à League City (Texas), il est médecin de vol à la société Wyle pour les programmes de la navette spatiale, de la Station spatiale internationale et le programme lunaire Constellation de la NASA.

## Carrière à la NASA

### Avant la sélection comme astronaute
Il a commencé à travailler pour la NASA au Centre spatial Johnson en 2007. Il a ensuite participé aux entraînements des équipages occupants l'ISS à la Cité des Étoiles, en Russie, et est devenu le médecin adjoint de l'équipage pour les missions STS-130 et l'Expedition 24.

### Sélection comme astronaute et entrainement

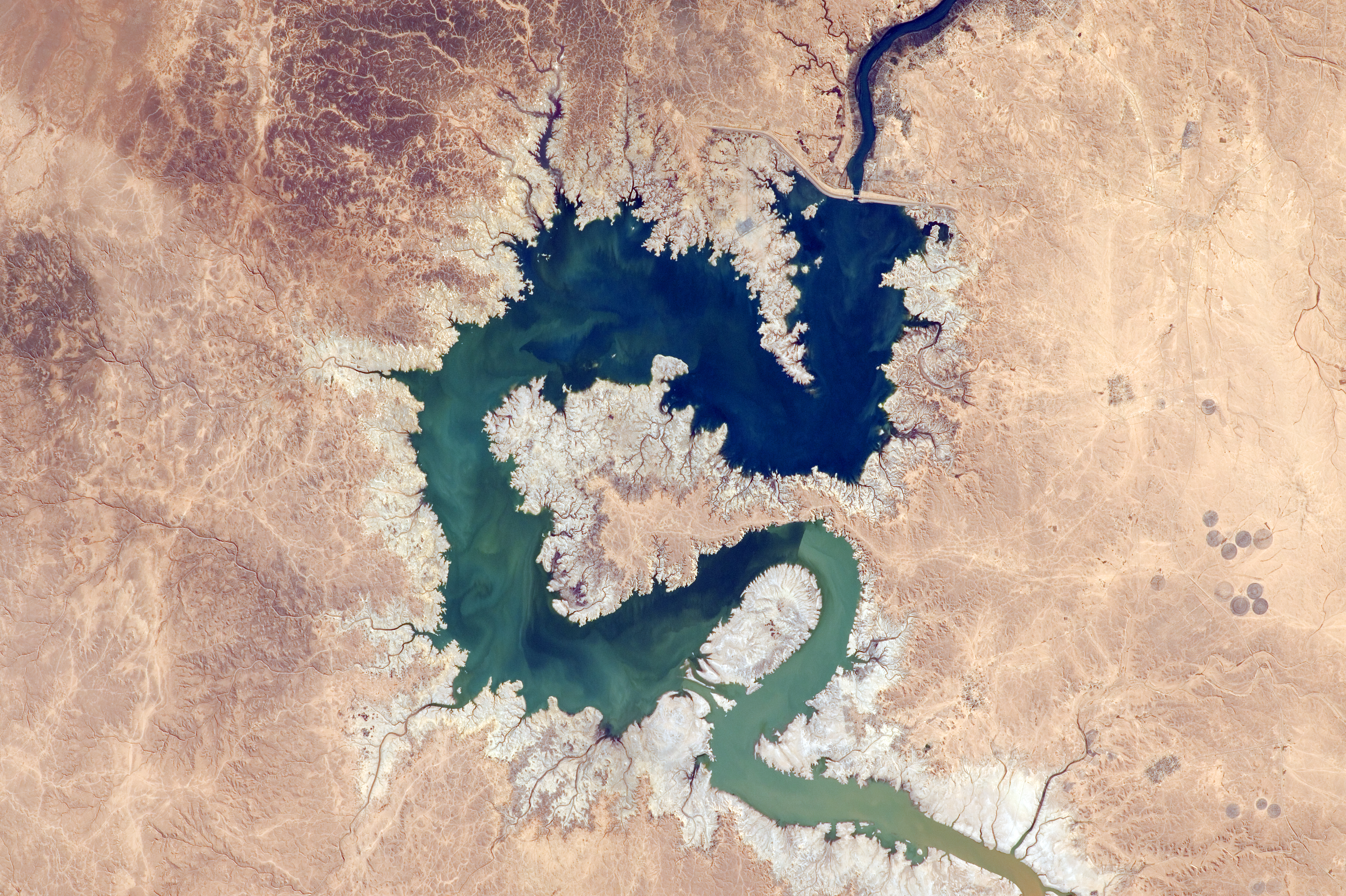
Image prise par Kjell Lindgren pendant sa mission

Il est sélectionné en 2009 dans le groupe d'astronautes 20 de la NASA. Son entrainement se termine deux ans plus tard.
Entre-temps, il a travaillé dans les équipes de la NASA chargés des communications avec les équipages et des activités extravéhiculaires, et il a été Capcom (responsable des communications) pour l'Expédition 30.

### Première mission
Le 22 juillet 2015, il effectue son premier vol à bord de Soyouz TMA-17M pour participer aux expéditions 44 et 45 de la Station Spatiale Internationale.
Il effectue deux sorties spatiales pendant cette mission en compagnie de son collègue Scott Kelly. Lors de la première, ils installent une couverture thermique sur le spectromètre magnétique Alpha. Lors de la seconde, les astronautes ont tenté de remettre le système de refroidissement à l'ammoniac de la poutrelle bâbord dans sa configuration d'origine.

### NEEMO-22
Du 18 au 27 juin 2017, Lindgren a commandé la mission NEEMO-22 vers la base du récif Aquarius, située à 19 mètres de profondeur au large de la Floride. La mission NEEMO-22 était axée à la fois sur les sorties spatiales d'exploration et sur les objectifs liés à la Station spatiale internationale et aux missions dans l'espace lointain. L'équipage de la mission a également effectué des travaux de science marine sous la direction du département de science marine de l'Université internationale de Floride. Les objectifs de l'équipage comprenaient également l'essai d'équipements de contre-mesure pour les vols spatiaux, la technologie de suivi précis des équipements dans l'habitat et l'étude de la composition corporelle et du sommeil. L'équipage a également évalué du matériel sponsorisé par l'Agence Spatiale Européenne qui aidera les membres de l'équipage à évacuer une personne blessée lors d'une future sortie lunaire.

### Seconde mission
Lindgren est doublure pour les deux premières missions de la capsule Crew Dragon de SpaceX, en mai et septembre 2020.
En février 2021 il est désigné commandant de la mission SpaceX Crew-4. Il s'envole le 27 avril 2022 vers la Station spatiale internationale en tant que membre de l'Expédition 67. La mission amerrit au large de la Floride 14 octobre 2022, après 170 jours en orbite.

## Autres

### Expérience de radioamateur
Lindgren est un opérateur radio amateur de classe générale, dont l'indicatif d'appel est KO5MOS.
En octobre 2022, lors de son séjour à bord de l'ISS, Lindgren s'est entretenu en direct avec des élèves de l'école de la base argentine Esperanza, en Antarctique.

### Vie personnelle
Lindgren est marié à Kristiana Lindgren et a trois enfants. Il pratique la course à pied, la plongée sous-marine, la lecture, le cinéma, la photographie, l'astronomie amateur, l'informatique et les activités religieuses.

## Galerie

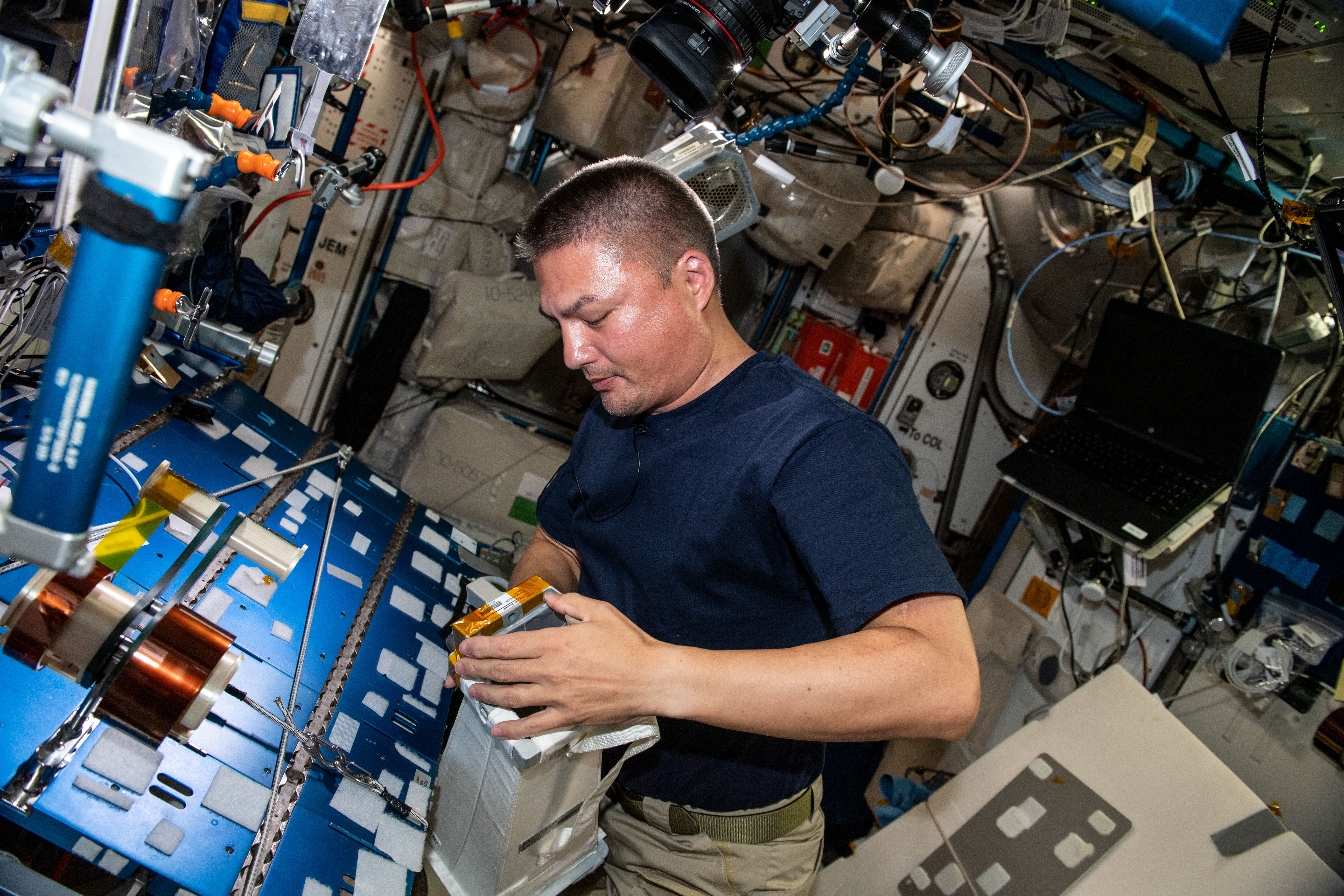
Kjell Lindgren répare des composants de combinason EMU lors de sa seconde mission.
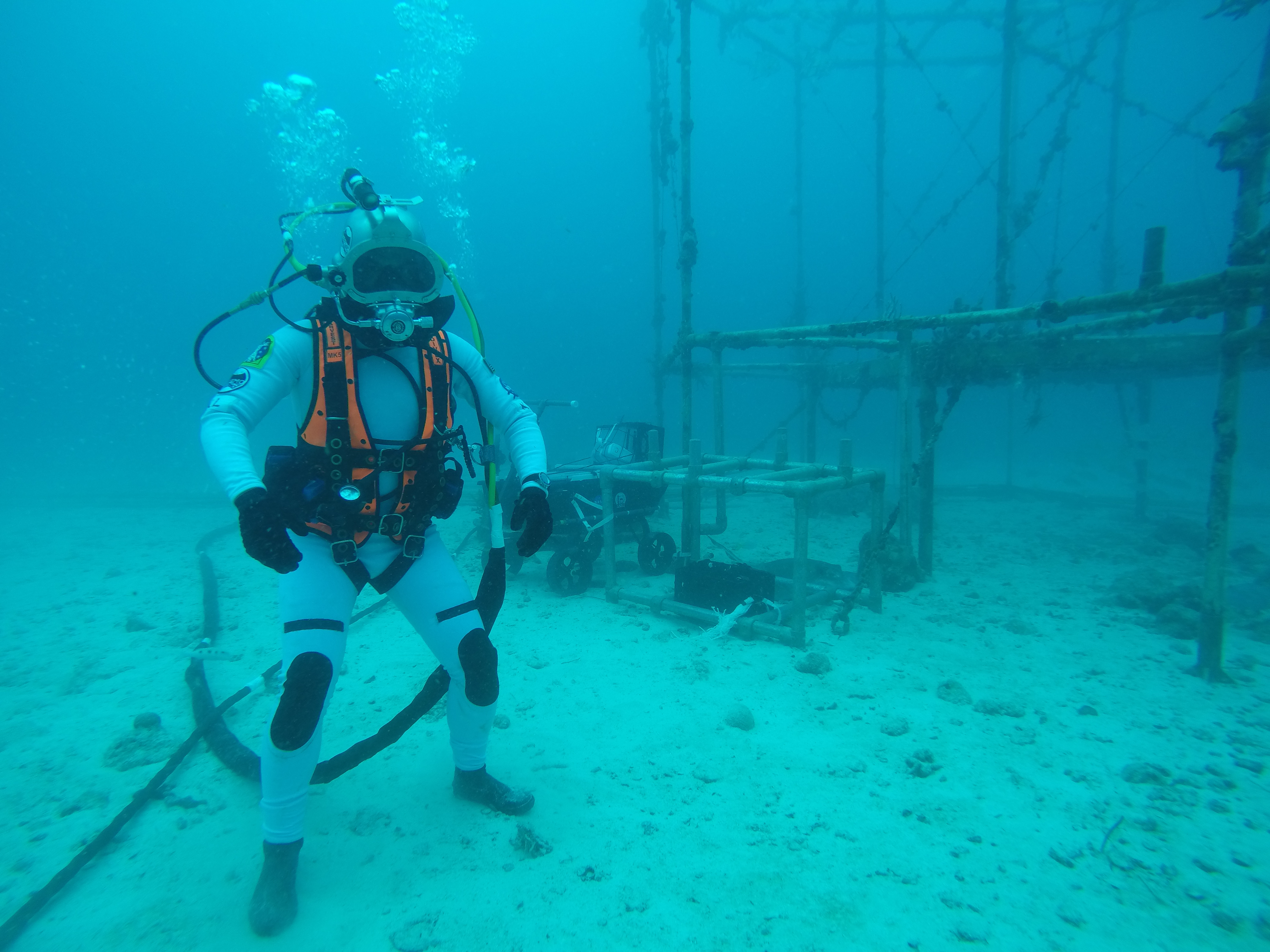
En scaphandre lors de la simulation sous-marine NEEMO-22.